# Дигино
Дигино (мар. Йыгын) — деревня в Моркинском районе Республики Марий Эл. Входит в состав Себеусадского сельского поселения.

## География
Находится в юго-восточной части республики Марий Эл на расстоянии приблизительно 15 км по прямой на север-северо-запад от районного центра посёлка Морки.

## История
Деревня основана в 1921—1922 годах. В 1925 году здесь проживало 100 человек, в 1932 году в выселке Дигино находилось 19 хозяйств, проживали 119 человек, большинство мари. В 1959 году здесь проживали 144 человека, в 1980 году было 20 хозяйств, проживали 87 человек. В советское время работали колхозы «У вер», «Дружба» (до 1995).

## Население
Население составляло 46 человек (мари 100 %) в 2002 году, 49 в 2010.